# Bregenzerwaldgebirge
Das Bregenzerwaldgebirge ist eine Gebirgsgruppe der Ostalpen.
Das Gebirge ist von der Region Bregenzerwald zu unterscheiden. Der Bregenzerwald umfasst auch Teile der Allgäuer Alpen und des Lechquellengebirges, während das Bregenzerwaldgebirge in die Regionen des Vorarlberger Rheintals, des Walgaus und des Großen Walsertals ausgreift.

## Einordnung
Der Name „Bregenzerwaldgebirge“ bezeichnet in der Alpenvereinseinteilung der Ostalpen (AVE) und in der internationalen vereinheitlichten orographischen Einteilung der Alpen (SOIUSA) exakt dasselbe Gebiet. In der AVE stellt es eine von 27 Gruppen der Nördlichen Ostalpen dar, in der SOIUSA einen von sechs Unterabschnitten der Bayerischen Alpen, die dort ihrerseits ein Abschnitt der Nördlichen Ostalpen sind.
| Einordnung nach SOIUSA | Einordnung nach SOIUSA | Einordnung nach SOIUSA       |
| ---------------------- | ---------------------- | ---------------------------- |
| Teil                   | II                     | Ostalpen                     |
| Sektor                 | II/B                   | Nördliche Ostalpen           |
| Abschnitt              | 22                     | Bayerische Alpen             |
| Sektor                 | 22/A                   | Allgäuer und Bregenzer Alpen |
| Unterabschnitt         | 22.I                   | Bregenzerwaldgebirge         |

Die Partizione delle Alpi definiert keine eigene Gruppe für das Bregenzerwaldgebirge, sondern ordnet dieses der Gruppe 15.a (Allgäuer Alpen) zu. Die Geographische Raumgliederung Österreichs von Reinhard Mang fasst das Bregenzerwaldgebirge mit einem Teil der Allgäuer Alpen zum Abschnitt „Bregenzerwald“ zusammen und teilt diesen wieder in „Vorderwald“ und „Hinterwald“.
Nach der orografisch-hydrologisch orientierten Gebirgsgruppengliederung für das österreichische Höhlenverzeichnis bildet das Bregenzerwaldgebirge westlich der Bregenzer Ach den Hauptteil der Gruppe 1110 Rheintal – Walgau – Bregenzer Wald, die darüber hinaus noch die Zitterklapfengruppe und den nordwestlichsten Teil des Rätikon bis zum Vorderälpele umfasst. Das Bregenzerwaldgebirge östlich der Bregenzer Ach entspricht in dieser Gliederung den Gruppen 1125 Winterstaude und 1128 Mittagsfluh – Hirschberg.

## Lage und Umgrenzung

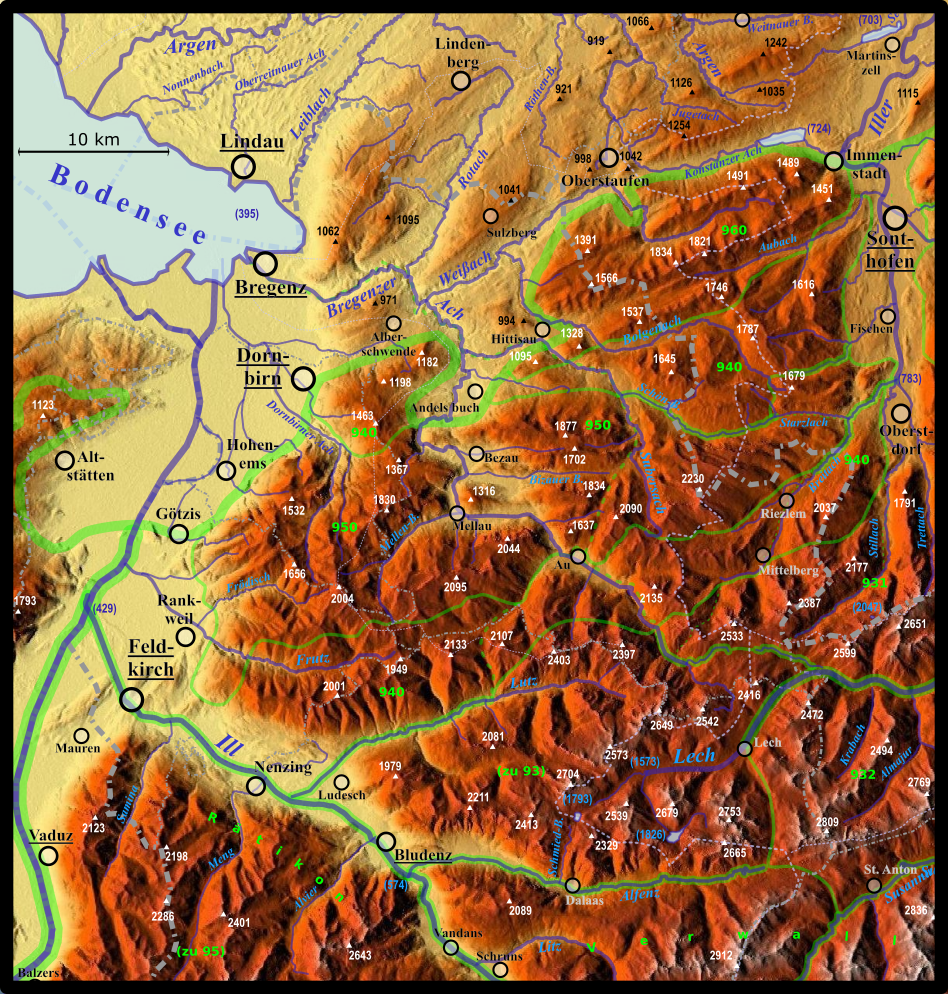
Relief des Bregenzerwaldgebirge mit komplettem Lechquellengebirge (S) und dem Westflügel der Allgäuer Alpen inklusive der Allgäuer Nagelfluh-Schichtkämme (NO) nebst Haupt-Naturraumgrenzen und Berghöhen (Legende siehe Bildbeschreibungsseite)

Das Bregenzerwaldgebirge befindet sich im äußersten Nordwesten der Ostalpen, östlich des unteren Alpenrheintals und südöstlich des Bodensees. Es liegt vollumfänglich im österreichischen Bundesland Vorarlberg und dominiert dessen Nordhälfte.
Die Umgrenzung des Bregenzerwaldgebirges verläuft im Uhrzeigersinn entlang der Linie Bodensee – Bregenzer Ach – Subersach – Schönenbach – Osterguntenbach – Stogger Sattel – Rehmerbach – Bregenzer Ach – Argenbach – Brägazbach – Faschinajoch – Faschinabach – Seebergbach – Lutz – Ill – Rhein – Bodensee.
Das Faschinajoch verbindet das Bregenzerwaldgebirge mit dem Lechquellengebirge. Der Stogger Sattel stellt die Verbindung zu den Allgäuer Alpen her.
|                   |  | Allgäuer Alpen     |
| Appenzeller Alpen |  |                    |
| Rätikon           |  | Lechquellengebirge |

## Untergliederung

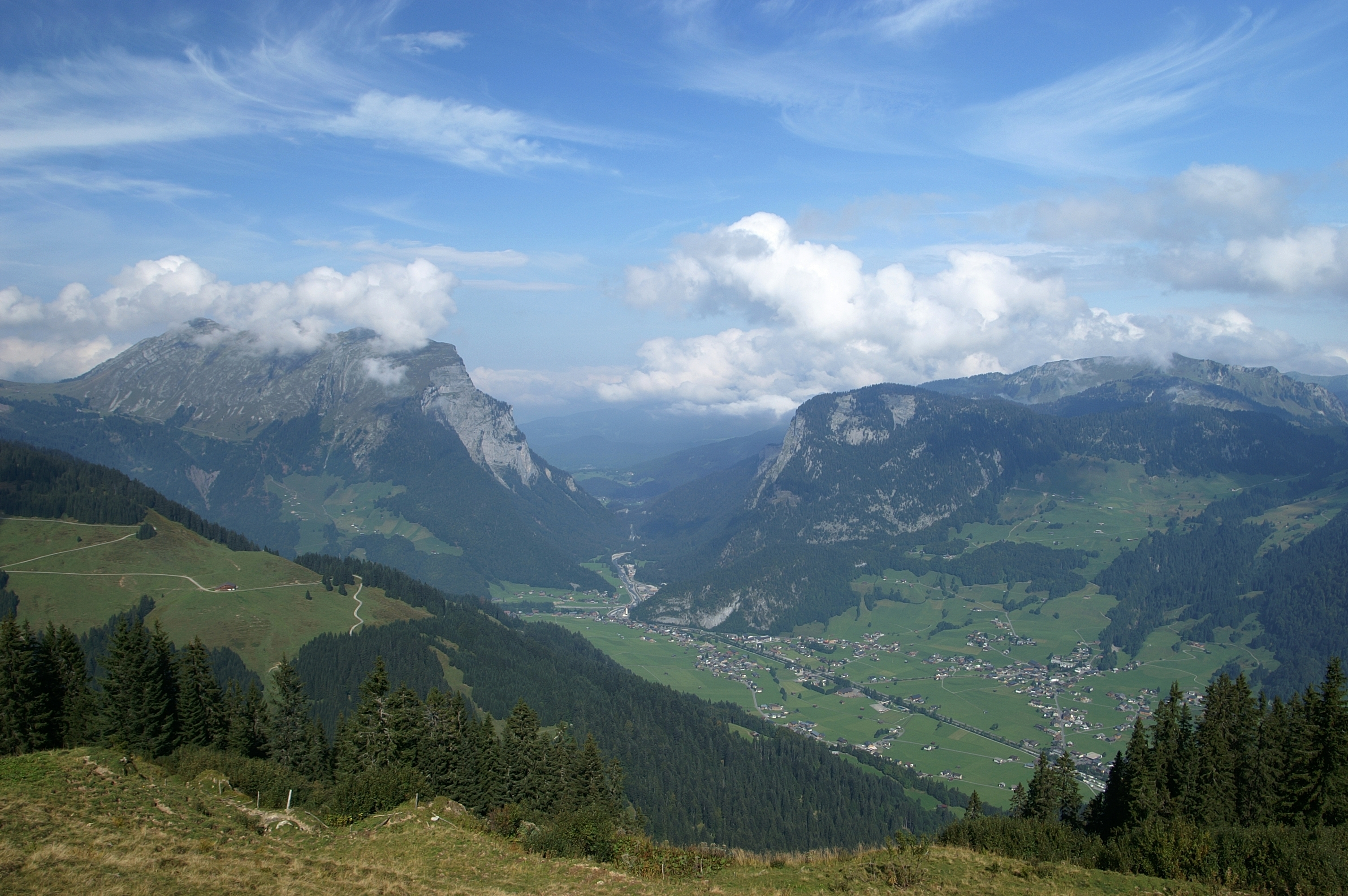
Die Gemeinde Au im Tal zwischen westlichem (links) und östlichem (rechts) Bregenzerwaldgebirge

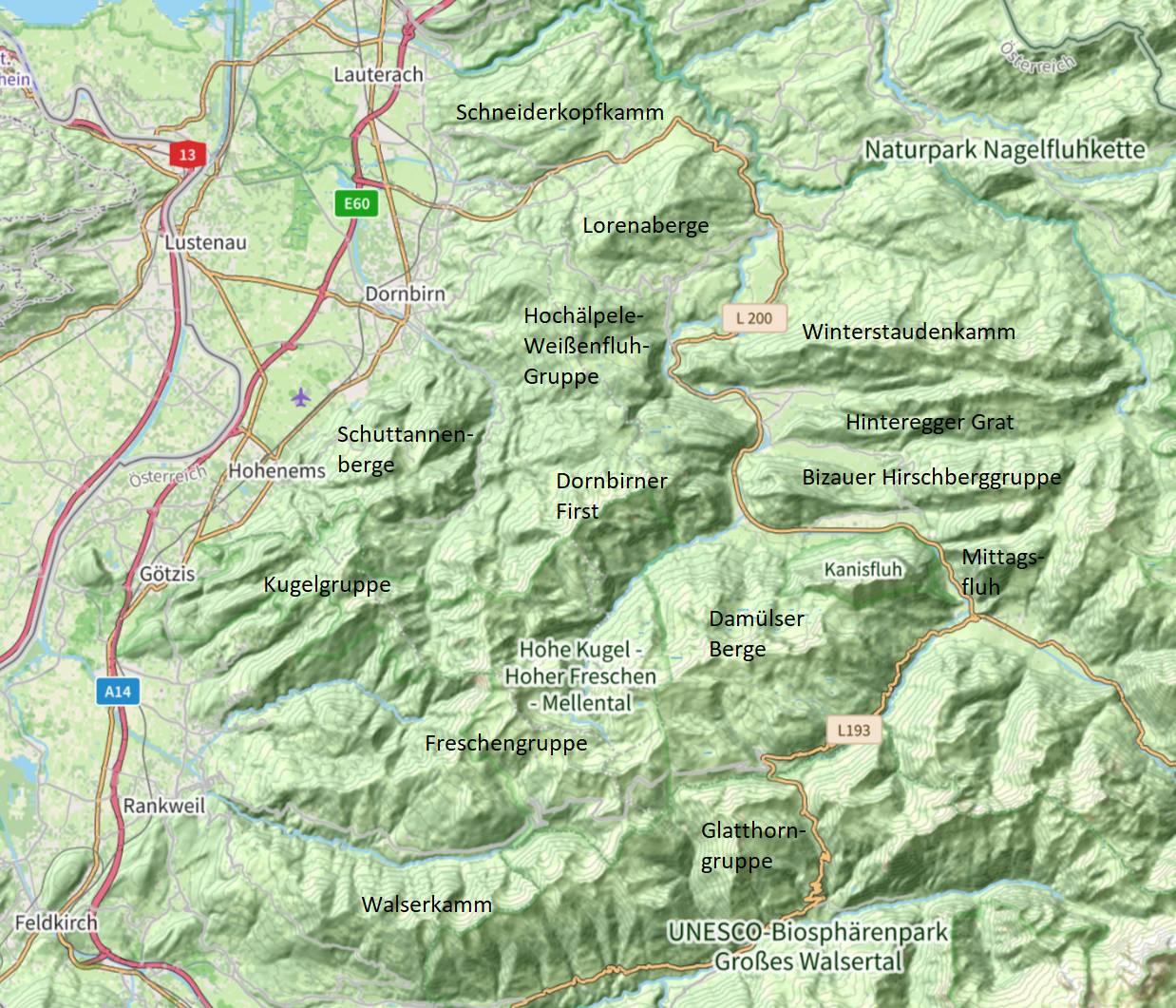
Untergruppen, Lorenaberge mit den Sektoren Schneiderkopf und Lorenaberge im engeren Sinn

Nach SOIUSA wird das Bregenzerwaldgebirge in zwei Obergruppen, sechs Gruppen und 13 Untergruppen eingeteilt, die den Kapiteln im Alpenvereinsführer Bregenzerwaldgebirge von 1977 entsprechen. Bei den Lorenabergen werden die Sektoren Schneiderkopf und Lorenaberge im engeren Sinn (Brüggelekopf und Geißkopf) unterschieden.
| Obergruppe | Obergruppe                      | Gruppe | Gruppe                                                  | Untergruppe | Untergruppe                  | Höchster Gipfel            | Höhe         |
| ---------- | ------------------------------- | ------ | ------------------------------------------------------- | ----------- | ---------------------------- | -------------------------- | ------------ |
| A          | Westliches Bregenzerwaldgebirge | 1      | Damülser Berge i. w. S. (Glatthorn-Mittagspitze-Kette)  | 1.a         | Glatthorngruppe              | Glatthorn                  | 2133 m ü. A. |
| A          | Westliches Bregenzerwaldgebirge | 1      | Damülser Berge i. w. S. (Glatthorn-Mittagspitze-Kette)  | 1.b         | Damülser Berge i. e. S.      | Damülser Mittagsspitze     | 2095 m ü. A. |
| A          | Westliches Bregenzerwaldgebirge | 2      | Freschen-Walser-Kette                                   | 2.a         | Freschengruppe               | Hoher Freschen             | 2004 m ü. A. |
| A          | Westliches Bregenzerwaldgebirge | 2      | Freschen-Walser-Kette                                   | 2.b         | Walserkamm                   | Tälispitze                 | 2000 m ü. A. |
| A          | Westliches Bregenzerwaldgebirge | 3      | Ebniter und Schuttanner Berge (Kugel-Schuttannen-Kette) | 3.a         | Kugelgruppe                  | Falben                     | 1663 m ü. A. |
| A          | Westliches Bregenzerwaldgebirge | 3      | Ebniter und Schuttanner Berge (Kugel-Schuttannen-Kette) | 3.b         | Schuttannenberge             | Schöner Mann               | 1532 m ü. A. |
| A          | Westliches Bregenzerwaldgebirge | 4      | First-Hochälpele-Geißkopf-Kette                         | 4.a         | Dornbirner First             | Mörzelspitze und Leuenkopf | 1830 m ü. A. |
| A          | Westliches Bregenzerwaldgebirge | 4      | First-Hochälpele-Geißkopf-Kette                         | 4.b         | Hochälpele-Weißenfluh-Gruppe | Hochälpele                 | 1463 m ü. A. |
| A          | Westliches Bregenzerwaldgebirge | 4      | First-Hochälpele-Geißkopf-Kette                         | 4.c         | Lorenaberge i. w. S.         | Geißkopf                   | 1198 m ü. A. |
| B          | Östliches Bregenzerwaldgebirge  | 5      | Mittagsfluh-Bizauer Hirschberg-Gruppe                   | 5.a         | Mittagsfluh                  | Mittagsfluh                | 1637 m ü. A. |
| B          | Östliches Bregenzerwaldgebirge  | 5      | Mittagsfluh-Bizauer Hirschberg-Gruppe                   | 5.b         | Bizauer Hirschberggruppe     | Hirschberg                 | 1834 m ü. A. |
| B          | Östliches Bregenzerwaldgebirge  | 6      | Winterstaudengruppe                                     | 6.a         | Hinteregger Grat             | Luguntenkopf               | 1702 m ü. A. |
| B          | Östliches Bregenzerwaldgebirge  | 6      | Winterstaudengruppe                                     | 6.b         | Winterstaudenkamm            | Winterstaude               | 1877 m ü. A. |

Der Alpenvereinsführer Bregenzerwaldgebirge und Lechquellengebirge von Dieter Seibert aus dem Jahre 2008 teilt das Bregenzerwaldgebirge in nur noch vier Kapitel ein:
1. Freschen-Hochälpele-Gruppe (Untergruppe 2.a, Gruppen 3 und 4)
2. Walserkamm (Untergruppe 2.b)
3. Östlich der Bregenzerach (Obergruppe B)
4. Damülser Berge (Untergruppe 1.b)

Die Glatthorngruppe (Untergruppe 1.a) zählt Seibert als Teil des Kammes Glatthorn – Zitterklapfen – Hohe Künzel zum Lechquellengebirge.

## Gipfel und Pässe

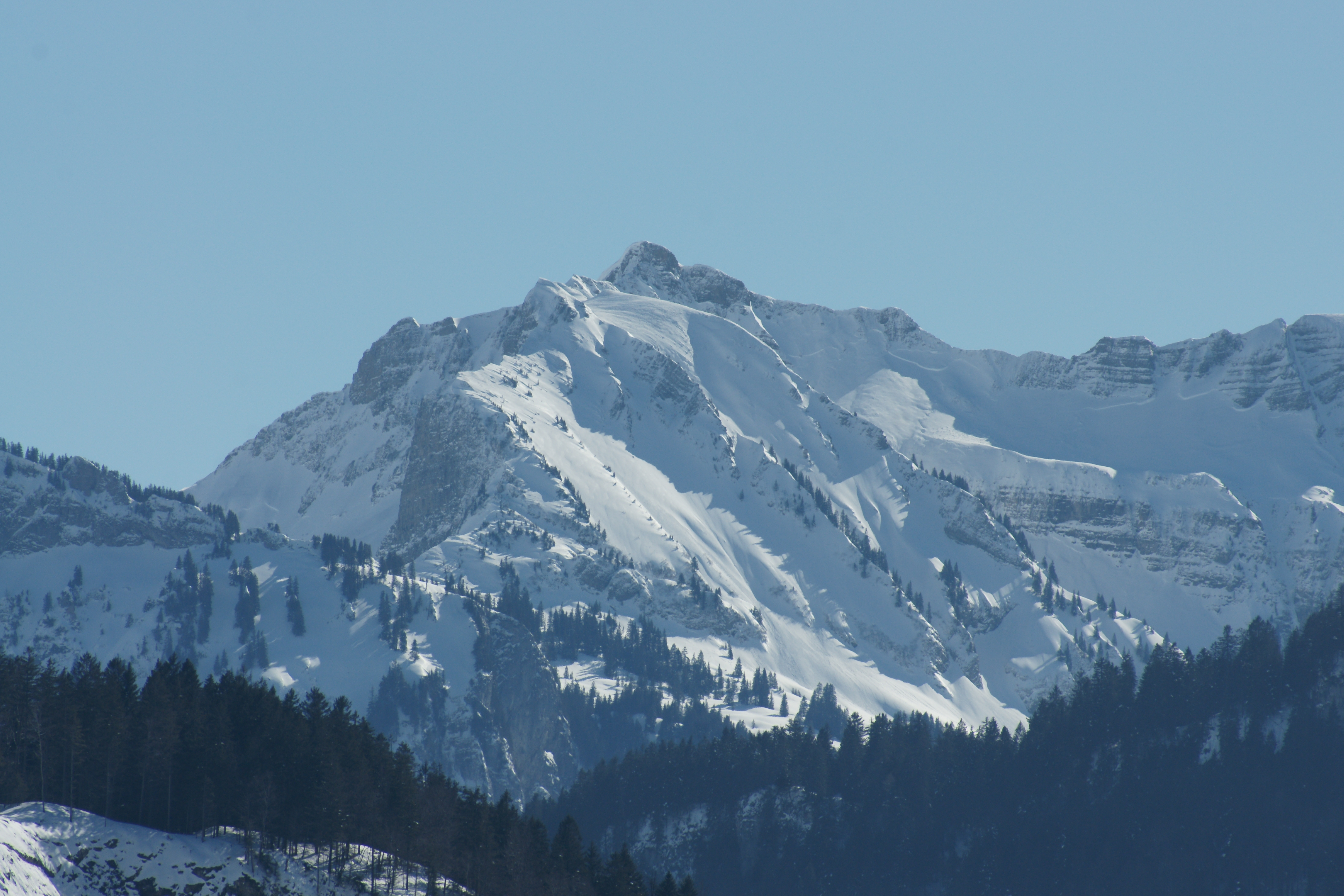
Klippern

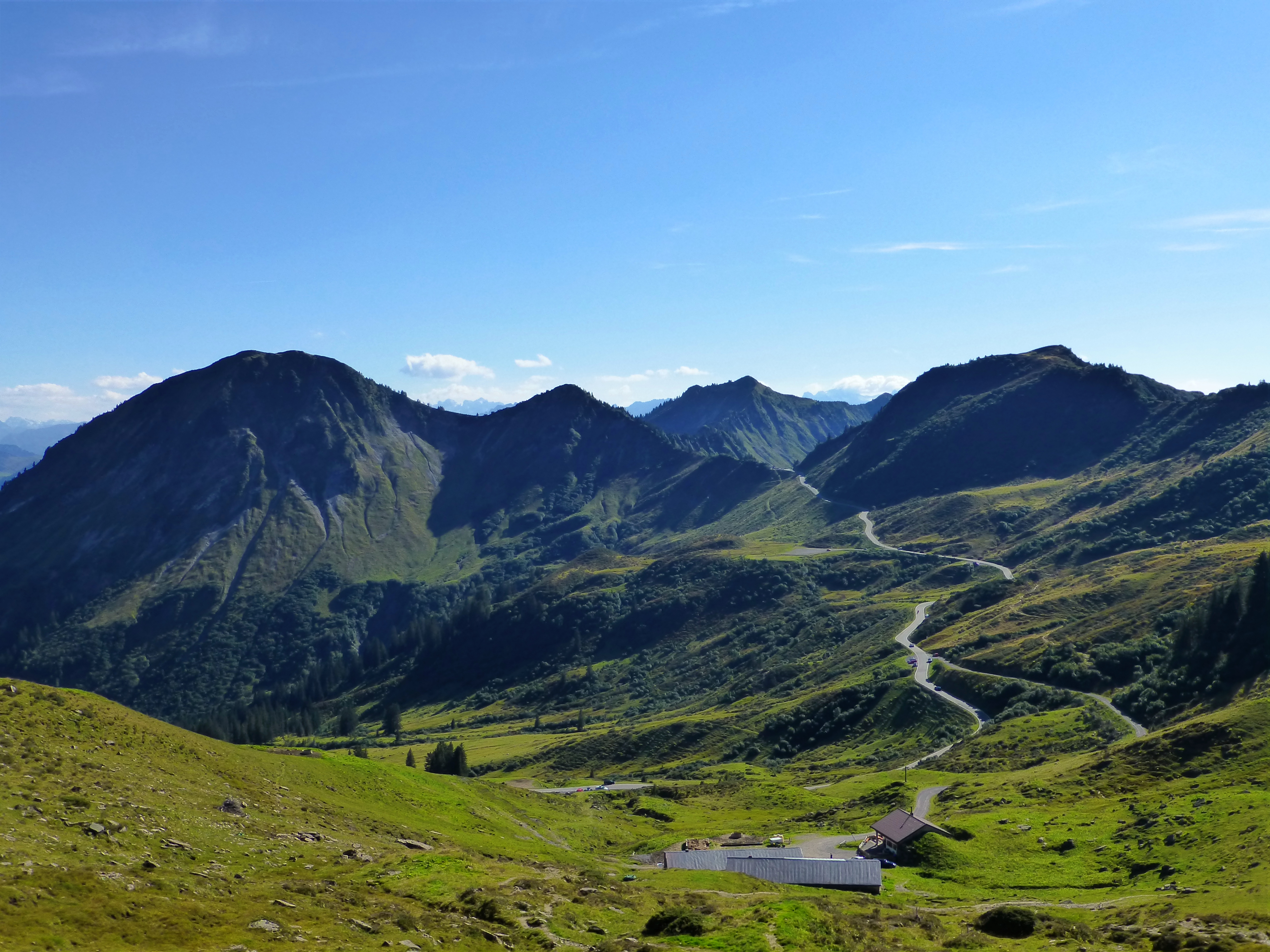
Das Furkajoch ist der höchste befahrbare Pass innerhalb des Bregenzerwaldgebirges.

Die zehn höchsten Gipfel des Bregenzerwaldgebirges:
| Gipfel                 | Höhe | Untergruppe     |
| ---------------------- | ---- | --------------- |
| Glatthorn              | 2133 | Glatthorngruppe |
| Türtschhorn            | 2096 | Glatthorngruppe |
| Damülser Mittagsspitze | 2095 | Damülser Berge  |
| Hochblanken            | 2068 | Damülser Berge  |
| Klippern               | 2066 | Damülser Berge  |
| Sünser Spitze          | 2061 | Damülser Berge  |
| Gungern                | 2053 | Damülser Berge  |
| Ragazer Blanken        | 2051 | Damülser Berge  |
| Holenke                | 2044 | Kanisfluh       |
| Sünserkopf             | 2032 | Damülser Berge  |

Fünf der Pässe innerhalb des Bregenzerwaldgebirges sind mit dem PKW befahrbar:
| Pass                        | Höhe | Untergruppen                                                                 | Wasserscheide                                             | Straße | Verbindung                                            |
| --------------------------- | ---- | ---------------------------------------------------------------------------- | --------------------------------------------------------- | ------ | ----------------------------------------------------- |
| Furkajoch                   | 1761 | Freschengruppe – Walserkamm                                                  | Frutz – Ladritschbach, Lutz                               | L 51   | Laternsertal – Damülser Tal, Bregenzerwald            |
| Unterdamülser Furka         | 1486 | Glatthorngruppe – Damülser Berge                                             | Ladritschbach, Lutz – Bregezbach, Argenbach, Bregenzerach | L 51   | Laternsertal – Damülser Tal, Bregenzerwald            |
| Losenpass („Bödele“)        | 1139 | Hochälpele-Weißenfluh-Gruppe – Lorenaberge                                   | Stauderbach – Losenbach                                   | L 48   | Dornbirn – Schwarzenberg                              |
| Schnepfegg                  | 0891 | Bizauer Hirschberggruppe (Trennt Gopf und Hirschberg)                        | Ulvenbach, Bizauerbach – Gießenbach                       | L 28   | Bizau – Schnepfau                                     |
| Alberschwender Passschwelle | 0702 | Lorenaberge (Trennt die Sektoren Lorenaberge i. e. S. und Schneiderkopfkamm) | Schwarzach – Fallbach, Bregenzerach                       | L 200  | Hauptverbindung Vorarlberger Rheintal – Bregenzerwald |

## Geologie
Bedingt durch die Lage im Grenzgebiet zwischen Ostalpen und Westalpen stellt sich das Bregenzerwaldgebirge geologisch außerordentlich vielfältig dar.
Der größte Teil des Bregenzerwaldgebirges ist dem Helvetikum zuzurechnen, das sich in der Kreide und im Paläogen bildete. Während dieser Zeit lag an der Stelle der heutigen Alpen der Penninische Ozean, an dessen Nordrand, dem Helvetischen Schelf, sich im Laufe der Jahrmillionen mächtige Kalkablagerungen bildeten. Bei der späteren Entstehung der Alpen wurden diese Ablagerungen – inzwischen zu Kalkstein geworden – nach Norden geschoben und mehrfach gefaltet. Die harten Kieselkalk- und Schrattenkalk-Gesteine bilden die für das Bregenzerwaldgebirge typischen Felswände, wie sie in den Schuttannenbergen, der Freschengruppe oder den Nordklippen der Damülser Berge, aber auch im Winterstaudenkamm besonders augenfällig zutage treten. Dem gegenüber stehen die weicheren, mergeligen Drusbergschichten, die leicht verwittern und damit einen günstigen Nährboden für Wälder und Almweiden abgeben, wie besonders eindrucksvoll am Hohen Freschen zu bemerken ist. Inmitten dieses Gebiets stechen Kanisfluh und Mittagsfluh heraus, die aus Jurakalk und damit aus den ältesten Gesteinen des Bregenzerwaldgebirges bestehen.
Nördlich und südlich der helvetischen Zone liegen zwei geologische Abschnitte, die als Flyschzone bezeichnet werden. Während der Oberkreide wurden große Mengen von Sand von den zu dieser Zeit noch unter dem Meeresspiegel befindlichen Zentralalpen in eine Tiefseerinne des Penninischen Ozeans gespült. Dieser verfestigte sich unter dem in der Tiefe herrschenden Druck zu Sandstein und wurde später, bei der Auffaltung der Alpen, über die Gesteine des Helvetikums geschoben. Heute ist diese Schicht in weiten Teilen bereits wieder abgetragen. Vorhanden ist sie noch als nördliche Flyschzone in einem schmalen Streifen nördlich der Linie Dornbirn – Gütle – Andelsbuch – Sibratsgfäll, also vor allem in der Hochälpele-Weißenfluh-Gruppe, weiters als südliche Flyschzone südlich der Linie Feldkirch – Satteins – Innerlaterns – Damülser Mittagsspitze – Schoppernau, namentlich im östlichen Walserkamm, in den südlichen Damülser Bergen und in der Glatthorngruppe, und darüber hinaus in einzelnen dazwischenliegenden Inseln, am markantesten zu erkennen im Gipfel der Hohen Kugel. Noch stärker als die Drusbergschichten bildet die verwitterte Oberfläche der Sandsteine und Mergel dieser Zone einen ausgezeichneten Boden für Bäume und Gräser. Die Berge der Flyschzone, wegen des weichen Gesteins durchwegs sanft geformt, sind daher auch an den steilsten Hängen bis zu den Gipfeln mit Wäldern und Wiesen bewachsen.
Das Bregenzerwaldgebirge nördlich der Linie Dornbirn – Egg – Hittisau, also im Wesentlichen das Gebiet der Lorenaberge, besteht aus Subalpiner Molasse, die – für die Alpen verhältnismäßig spät – im Neogen gebildet wurde. Während dieser erdgeschichtlichen Phase wurde die Europäische Platte von den sich bereits auftürmenden Alpen nach unten gedrückt, sodass sich zwischen dem sich neu formenden Gebirge und der Kontinentalplatte eine Meeressenke bildete, die als Paratethys bezeichnet wird. Flüsse transportierten Erosionsmaterial aus den jungen Alpen in diesen Meeresarm, in dem sich diese dann als Sedimente ablagerten. Im späteren Verlauf der Gebirgsbildung wurden dann auch diese Gesteine aufgefaltet. Typisch für diese Zone ist vor allem die Nagelfluh, aber auch Sandsteine und Mergel kommen vor.

## Landschaft

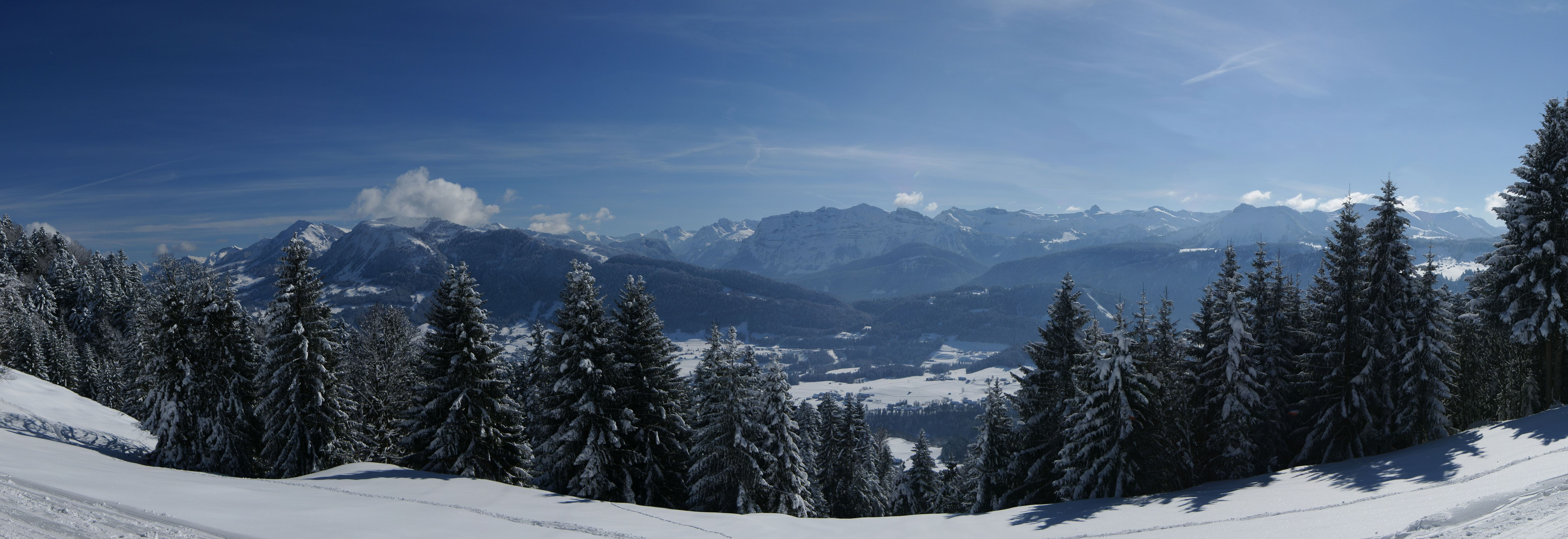
Blick vom Hang des Brüggelekopf nach Südosten

Fast das ganze Westliche Bregenzerwaldgebirge besteht aus einem einzigen, sternförmig verzweigten Gebirgsknoten. Ausgehend vom Hohen Freschen verlaufen die Gebirgsketten nach Osten (Damülser Berge), Süden (Walserkamm), Südwesten (Alpwegkopf), Nordwesten (Kugel-Schuttannen-Kette) und Norden (First-Hochälpele-Gaißkopf-Kette). Lediglich die Glatthorngruppe bildet einen vergleichsweise klar abgegrenzten Gebirgsstock, der durch die tief einschneidende Unterdamülser Furka von den Damülser Bergen getrennt ist. Aus dem Rheintal schneiden die Schwarzach, die Dornbirner Ach (Ebniter Tal), die Frödisch und die Frutz (Laternsertal) markante Täler zwischen die Ketten, aus dem Bregenzerwald ist es vor allem der Mellenbach und aus dem Großen Walsertal der Ladritschbach. Mit dem Staufensee und dem Sünser See befinden sich auch zwei größere Gebirgsseen in diesem Gebiet.
Das Östliche Bregenzerwaldgebirge besteht mit der Mittagsfluh, der Bizauer Hirschberggruppe, dem Hinteregger Grat und dem Winterstaudenkamm aus vier unterschiedlich langen, parallel von Westen nach Osten verlaufenden Gebirgsketten, voneinander getrennt durch den Weißenbach, den Bizauer Bach und den Grebenbach, die allesamt nach Westen in die Bregenzer Ach abfließen.
Die Gipfelhöhen steigen im gesamten Bregenzerwaldgebirge von Nordwesten nach Südosten an. Es dominieren mittelgebirgige, mit Wiesen und Wäldern bedeckte Berge, Hochgebirgscharakter ist nur am äußersten Südrand beim Übergang zum Lechquellengebirge zu finden.

## Naturschutz

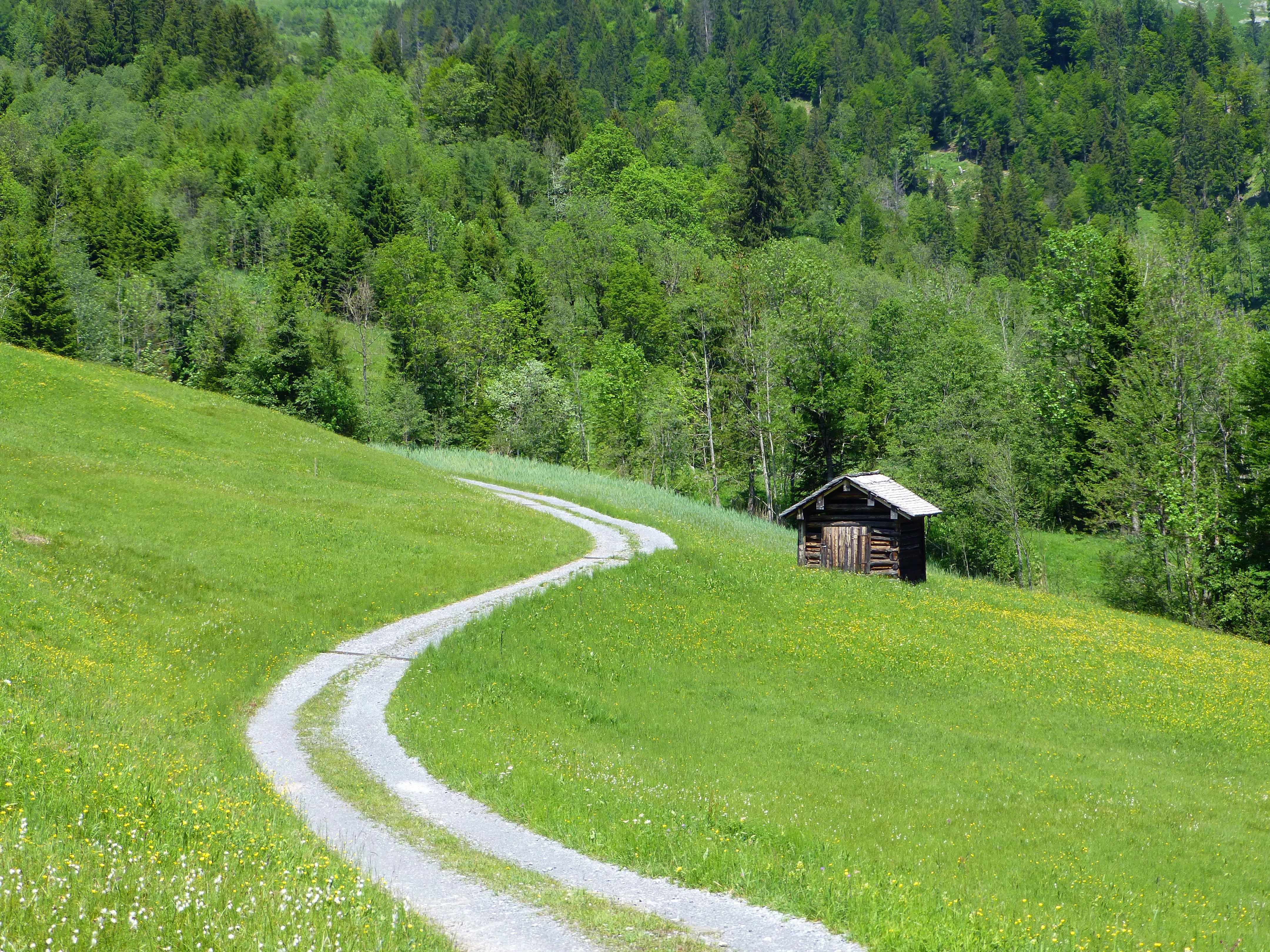
Im Naturschutzgebiet Auer Ried

Teiles des Walserkamms und die gesamte Glatthorngruppe liegen im Bereich des Biosphärenparks Großes Walsertal.
Mit der Bregenzerachschlucht, dem Fohramoos, den Gebieten Unter Stellerhöhe und Unter der Winterstaude, Unterargenstein, der Üble Schlucht sowie den Gebieten Übersaxen-Satteins, Walsbächle und Torfriedbach liegen insgesamt neun Natura-2000-Gebiete im Bregenzerwaldgebirge.
Das größte Naturschutzgebiet nach Vorarlberger Landesrecht, Hohe Kugel – Hoher Freschen – Mellental, liegt zur Gänze im Bregenzerwaldgebirge, ebenso die kleineren Naturschutzgebiete Farnachmoos, Fohramoos, Auer Ried, Amatlina-Vita, Gasserplatz und Bludescher Magerwiesen und die Geschützten Landschaftsteile Haslach-Breitenberg, Klien und Montiola.

## Erschließung und Besiedlung

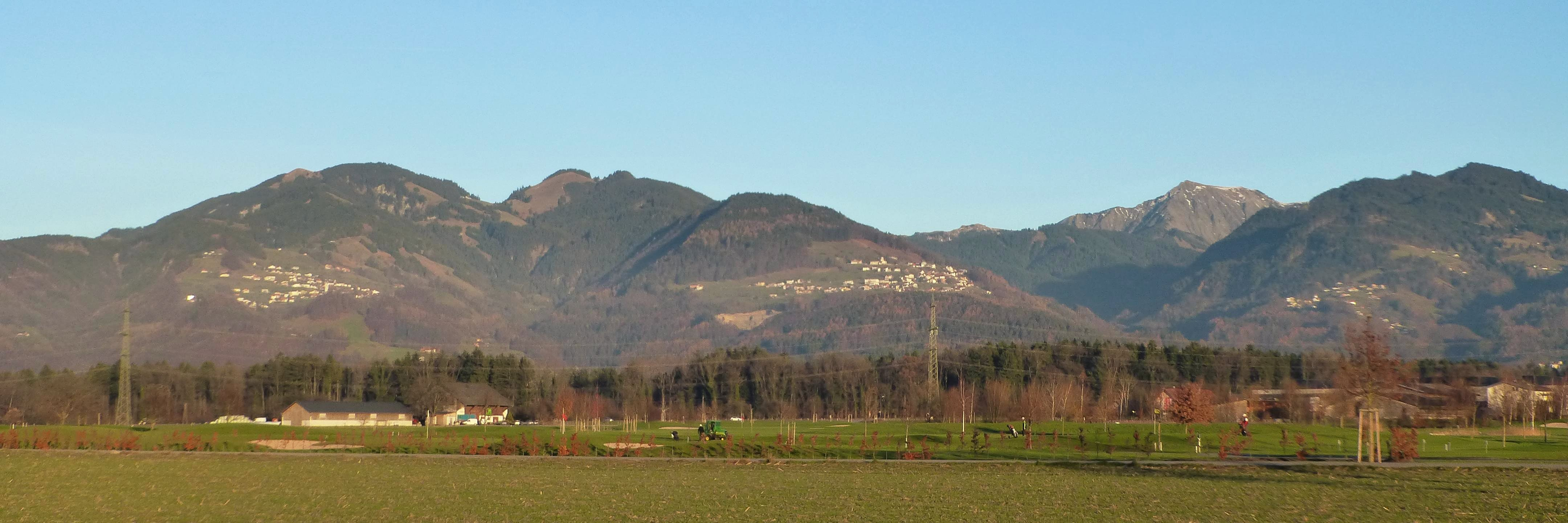
Die Bergdörfer Fraxern, Viktorsberg und Dafins am Westhang des Bregenzerwaldgebirges

Nördlich und westlich des Losenpasses (Gebiet der Lorenaberge) liegt ein Netz von Siedlungen, die die Gemeinden Buch, Bildstein, Alberschwende und Schwarzenberg bilden. Im Rest des Bregenzerwaldgebirges konzentriert sich die Besiedlung der Höhenlagen auf dessen westliche und südliche Ränder. An den rheintalseitigen Hängen liegen einzelne, weiter auseinanderliegende Weiler und Dörfer wie Oberfallenberg, Watzenegg, Kehlegg, Emsreute, Fraxern, Viktorsberg, Dafins, Batschuns und Furx, von denen die meisten jeweils mit einfachen Stichstraßen aus dem Rheintal erschlossen sind. An den Südhängen des Walserkammes liegen die Berggemeinden des Walgau und des Großen Walsertals. Lediglich die Walserdörfer Ebnit und Laterns liegen in Tälern gänzlich innerhalb des Bregenzerwaldgebirges, der Großteil der Gebirgsfläche ist bewaldet oder wird für die zahlreichen Alpen genutzt.
Die einzigen Kabinenseilbahnen im Bregenzerwaldgebirge führen auf den Karren, auf den Schnifisberg, von Mellau auf die Alpe Roßstelle und von dort weiter auf die Wannen-Alpe sowie von Bezau auf die Baumgarten-Alpe.

## Tourismus

### Schutzhütten
Im Bregenzerwaldgebirge gibt es folgende Schutzhütten:
| Name             | Talort        | Gehzeit Stunden | Höhe | Betten | Lager | Winterraum        |
| ---------------- | ------------- | --------------- | ---- | ------ | ----- | ----------------- |
| Freschenhaus     | Bad Laterns   | 2:15            | 1846 | 30     | 20    | 18 Matratzenlager |
| Gerachhaus       | Dünserberg    | 0:45            | 1550 | 11     | 12    | –                 |
| Hochälpelehütte  | Schwarzenberg | 1:45            | 1460 | –      | 16    | Notraum           |
| Emser Hütte      | Ebnit         | 0:30            | 1298 | –      | 25    | –                 |
| Bregenzer Hütte  | Bödele        | 1:30            | 1290 | 08     | 08    | –                 |
| Lustenauer Hütte | Bödele        | 1:00            | 1250 | –      | 16    | –                 |
| Götzner Haus     | Götzis        | 2:00            | 1140 | 26     | –     | –                 |

### Fern- und Weitwanderwege

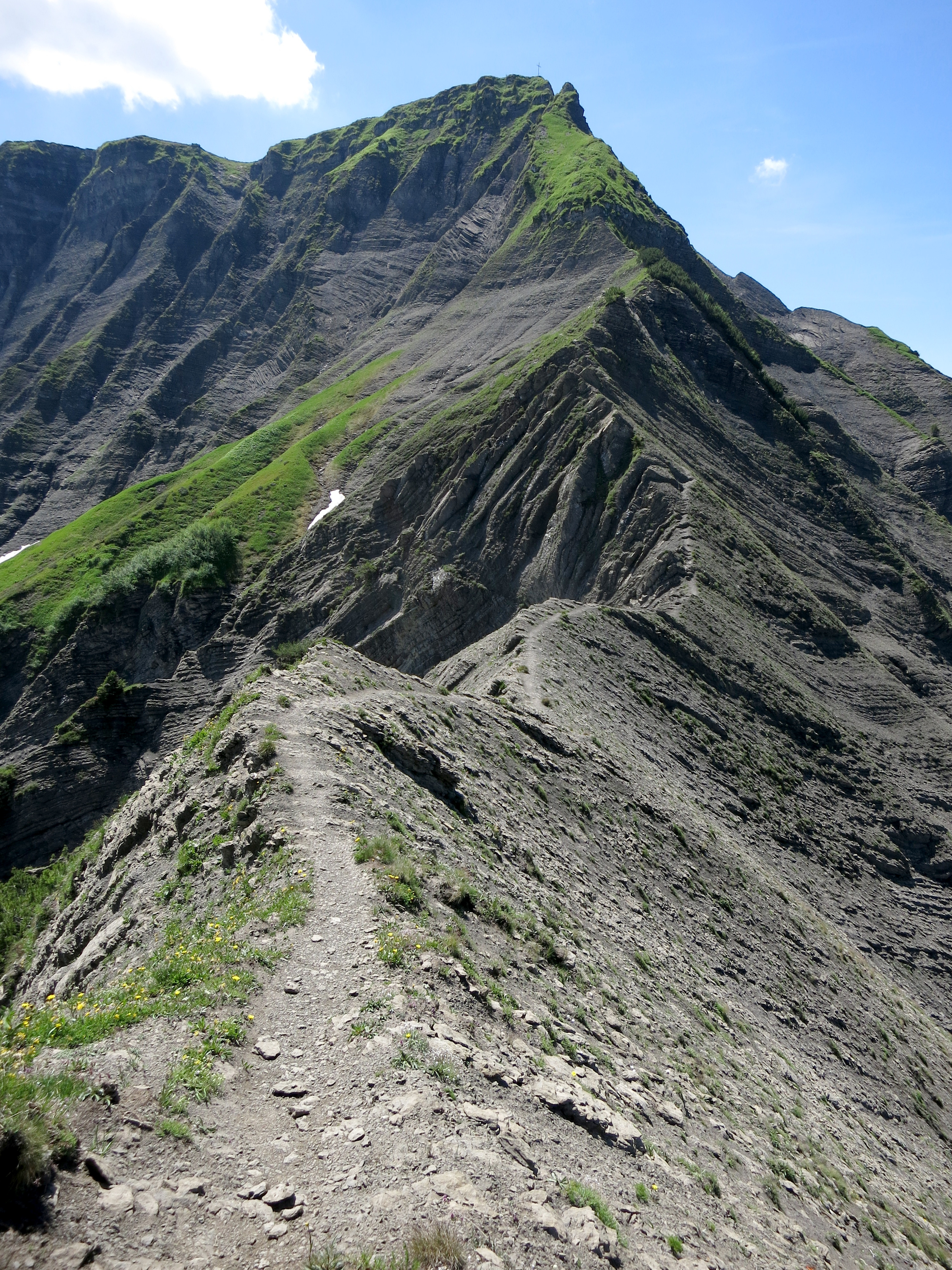
Der Binnelgrat ist der anspruchsvollste Abschnitt des Nordalpenweges im Bregenzerwaldgebirge

Die Europäischen Fernwanderwege E4 und E5 führen streckengleich im nördlichen Teil des Bregenzerwaldgebirges über den Brüggelekopf und den Rücken des Schneiderkopfs. Die alpine Variante des E4, die mit dem Nordalpenweg (Österreichischer Weitwanderweg 01) identisch ist, verläuft von Damüls über das Portla Fürkele, das Freschenhaus, den Hohen Freschen, die Mörzelspitze, die Weißenfluh-Alpe, die Bregenzer Hütte, die Lustenauer Hütte und das Bödele zum Brüggelekopf, wo er sich mit der Standard-Variante vereinigt, und durchzieht dabei das gesamte Westliche Bregenzerwaldgebirge.
Der Rote Weg der Via Alpina streift mit den Etappen R54 und R55 das Bregenzerwaldgebirge am südlichen Rand bei der Durchquerung des Großen Walsertals am Fuße von Glatthorngruppe und Walserkamm.

### Wintersport
Es gibt im Bregenzerwaldgebirge drei Skigebiete mit über 20 Pistenkilometer: Damüls-Mellau-Faschina, Bödele und Laterns-Gapfohl. Darüber hinaus existieren noch etwa ein Dutzend kleineren Liftanlagen.